# 1975-ös Formula–1 monacói nagydíj
A monacói nagydíj volt az 1975-ös Formula–1 világbajnokság ötödik futama. A kétórás limitidő letelte miatt három körrel előbb leintették a versenyt.

## Futam
A verseny nedves körülmények között kezdődött, de a pálya a verseny végére felszáradt. Lauda szerezte meg a pole-t Tom Pryce előtt. A harmadik helyről induló Jarier az első körben a falnak ment és kiesett. Mellette Mario Andretti, Regazzoni, Alan Jones és James Hunt is kiesett. Az utolsó körökben a vezető Lauda olajnyomása csökkenni kezdett, a második Fittipaldi megközelítette, de megelőzni már nem tudta. A kétórás limit-idő miatt a 75. körben leintették a futamot. José Carlos Pace harmadik lett.

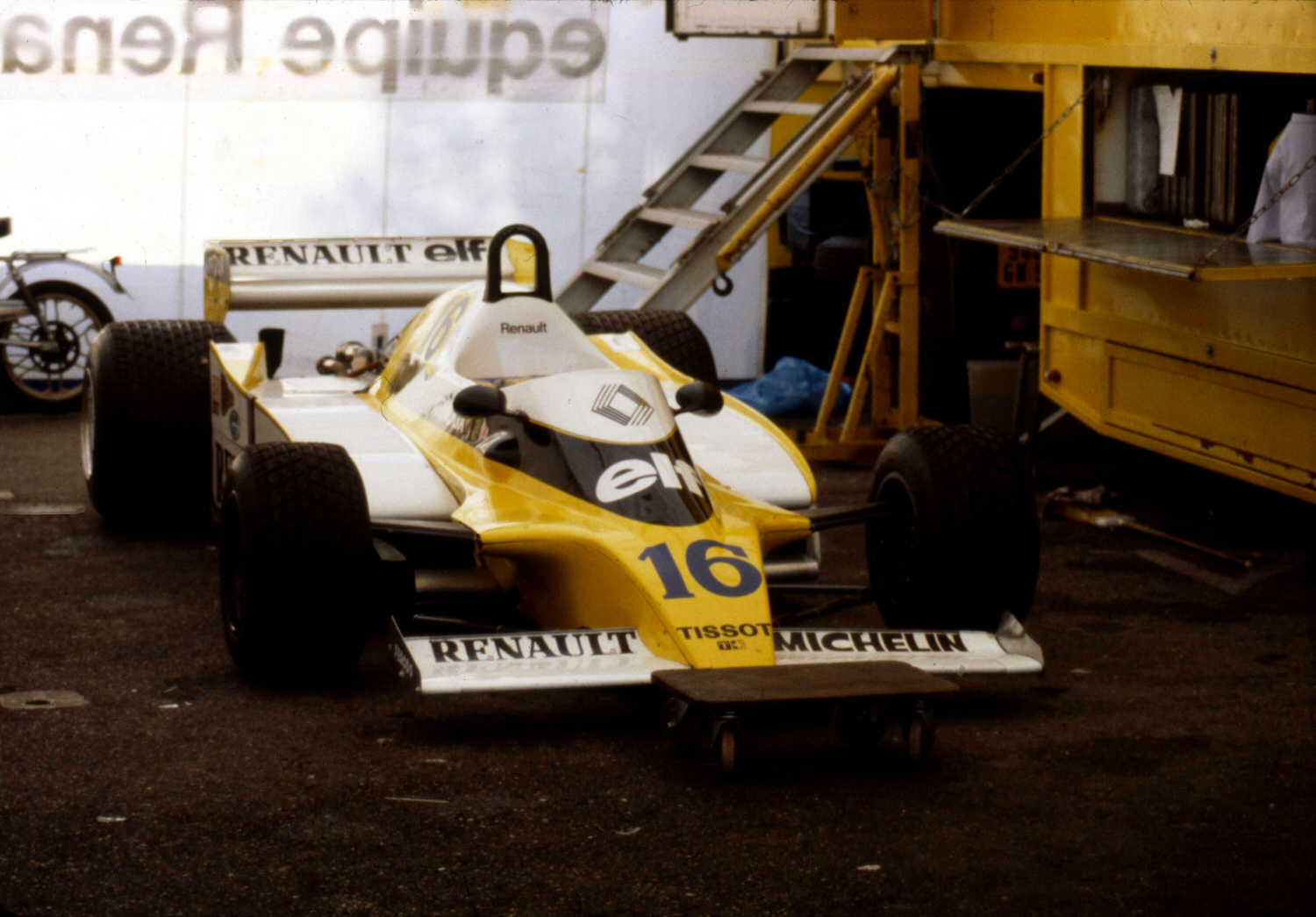
Renault RS10 1979-ben Monacóban

| Helyezés | #  | Versenyző          | Csapat/Motor     | Körök | Idő/Kiesés oka | Rajthely | Pontszám |
| -------- | -- | ------------------ | ---------------- | ----- | -------------- | -------- | -------- |
| 1        | 12 | Niki Lauda         | Ferrari          | 75    | 2:01:21,31     | 1        | 9        |
| 2        | 1  | Emerson Fittipaldi | McLaren-Ford     | 75    | + 2,78         | 9        | 6        |
| 3        | 8  | Carlos Pace        | Brabham-Ford     | 75    | + 17,81        | 8        | 4        |
| 4        | 5  | Ronnie Peterson    | Lotus-Ford       | 75    | + 38,45        | 4        | 3        |
| 5        | 4  | Patrick Depailler  | Tyrrell-Ford     | 75    | + 40,86        | 12       | 2        |
| 6        | 2  | Jochen Mass        | McLaren-Ford     | 75    | + 42,07        | 15       | 1        |
| 7        | 3  | Jody Scheckter     | Tyrrell-Ford     | 74    | + 1 kör        | 7        |          |
| 8        | 6  | Jacky Ickx         | Lotus-Ford       | 74    | + 1 kör        | 14       |          |
| 9        | 7  | Carlos Reutemann   | Brabham-Ford     | 73    | + 2 kör        | 10       |          |
| Kiesett  | 28 | Mark Donohue       | Team Penske-Ford | 66    | Baleset        | 16       |          |
| Kiesett  | 24 | James Hunt         | Hesketh-Ford     | 63    | Baleset        | 11       |          |
| Kiesett  | 26 | Alan Jones         | Hesketh-Ford     | 61    | Defekt         | 18       |          |
| Kiesett  | 9  | Vittorio Brambilla | March-Ford       | 48    | Baleset        | 5        |          |
| Kiesett  | 16 | Tom Pryce          | Shadow-Ford      | 39    | Baleset        | 2        |          |
| Kiesett  | 11 | Clay Regazzoni     | Ferrari          | 36    | Baleset        | 17       |          |
| Kiesett  | 18 | John Watson        | Surtees-Ford     | 36    | Kicsúszás      | 6        |          |
| Kiesett  | 27 | Mario Andretti     | Parnelli-Ford    | 9     | Olajszivárgás  | 13       |          |
| Kiesett  | 17 | Jean-Pierre Jarier | Shadow-Ford      | 0     | Baleset        | 3        |          |
| NK       | 21 | Jacques Laffite    | Williams-Ford    |       |                |          |          |
| NK       | 20 | Arturo Merzario    | Williams-Ford    |       |                |          |          |
| NK       | 23 | Graham Hill        | Hill-Ford        |       |                |          |          |
| NK       | 14 | Bob Evans          | BRM              |       |                |          |          |
| NK       | 31 | Roelof Wunderink   | Ensign-Ford      |       |                |          |          |
| NK       | 25 | Torsten Palm       | Hesketh-Ford     |       |                |          |          |
| NK       | 10 | Lella Lombardi     | March-Ford       |       |                |          |          |
| NK       | 30 | Wilson Fittipaldi  | Fittipaldi-Ford  |       |                |          |          |

## Statisztikák
Vezető helyen:
- Niki Lauda: 74 (1-23 / 25-75)
- Ronnie Peterson: 1 (24)

Niki Lauda 3. győzelme, 11. pole-pozíciója, Patrick Depailler 2. leggyorsabb köre.
- Ferrari 53. győzelme.

Graham Hill 178. (R) utolsó versenye.